# Oxynoemacheilus anatolica
Oxynoemacheilus anatolica är en fiskart som beskrevs av Erk'akan, Özeren och Teodor T. Nalbant 2008. Oxynoemacheilus anatolica ingår i släktet Oxynoemacheilus och familjen grönlingsfiskar. Inga underarter finns listade i Catalogue of Life.